# Sattlberger von Schickenburg

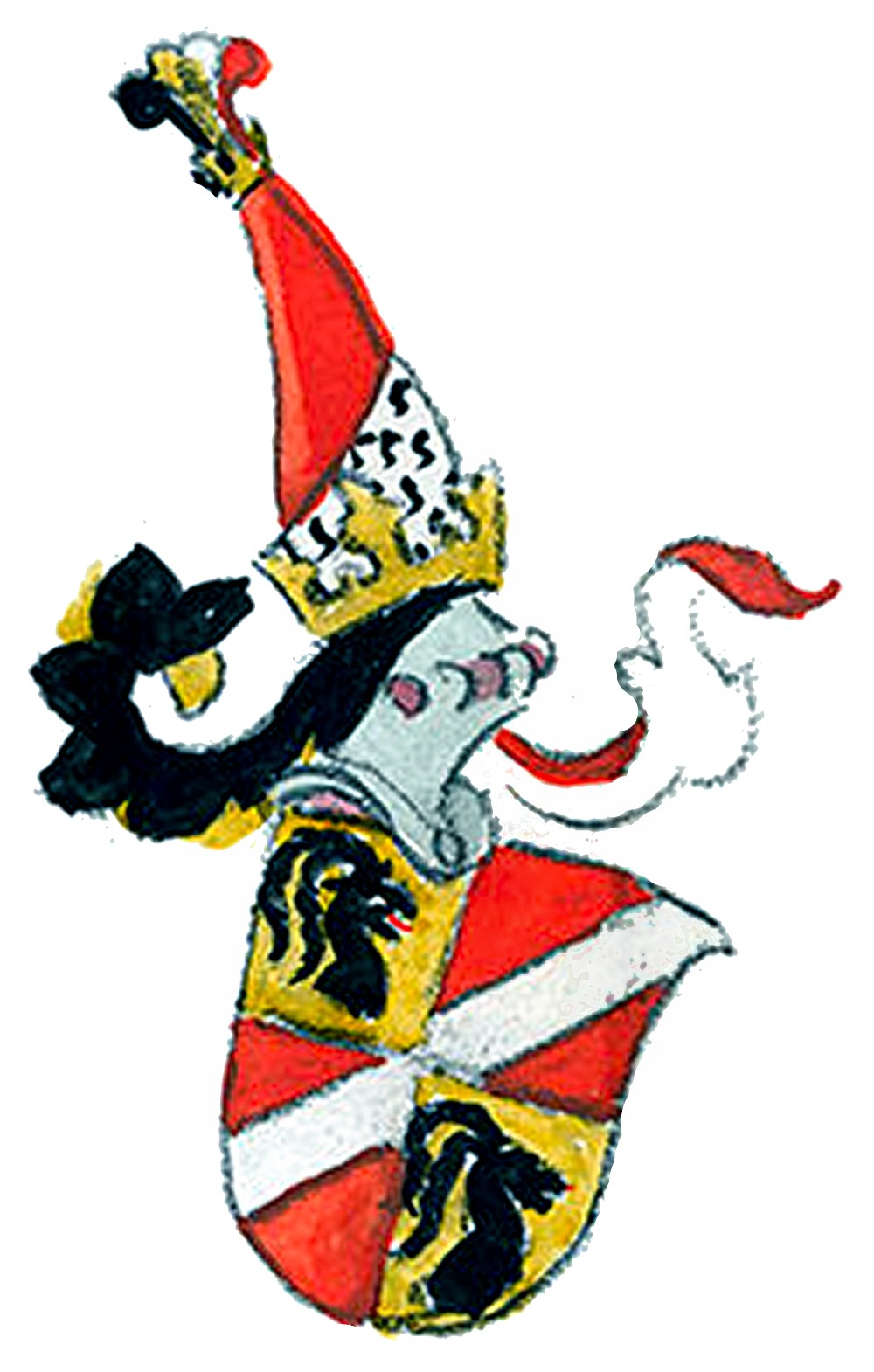
Wappen der Sattlberger von Schickenburg

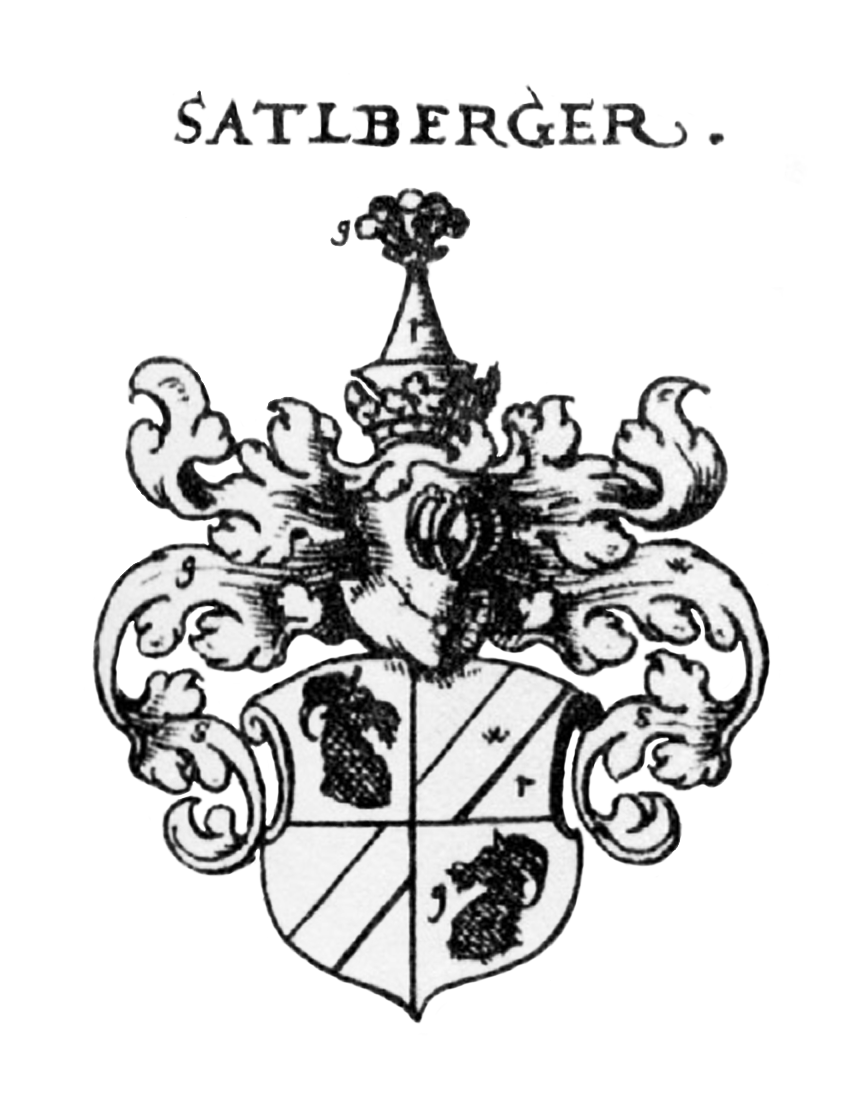
Wappen im Siebmacher

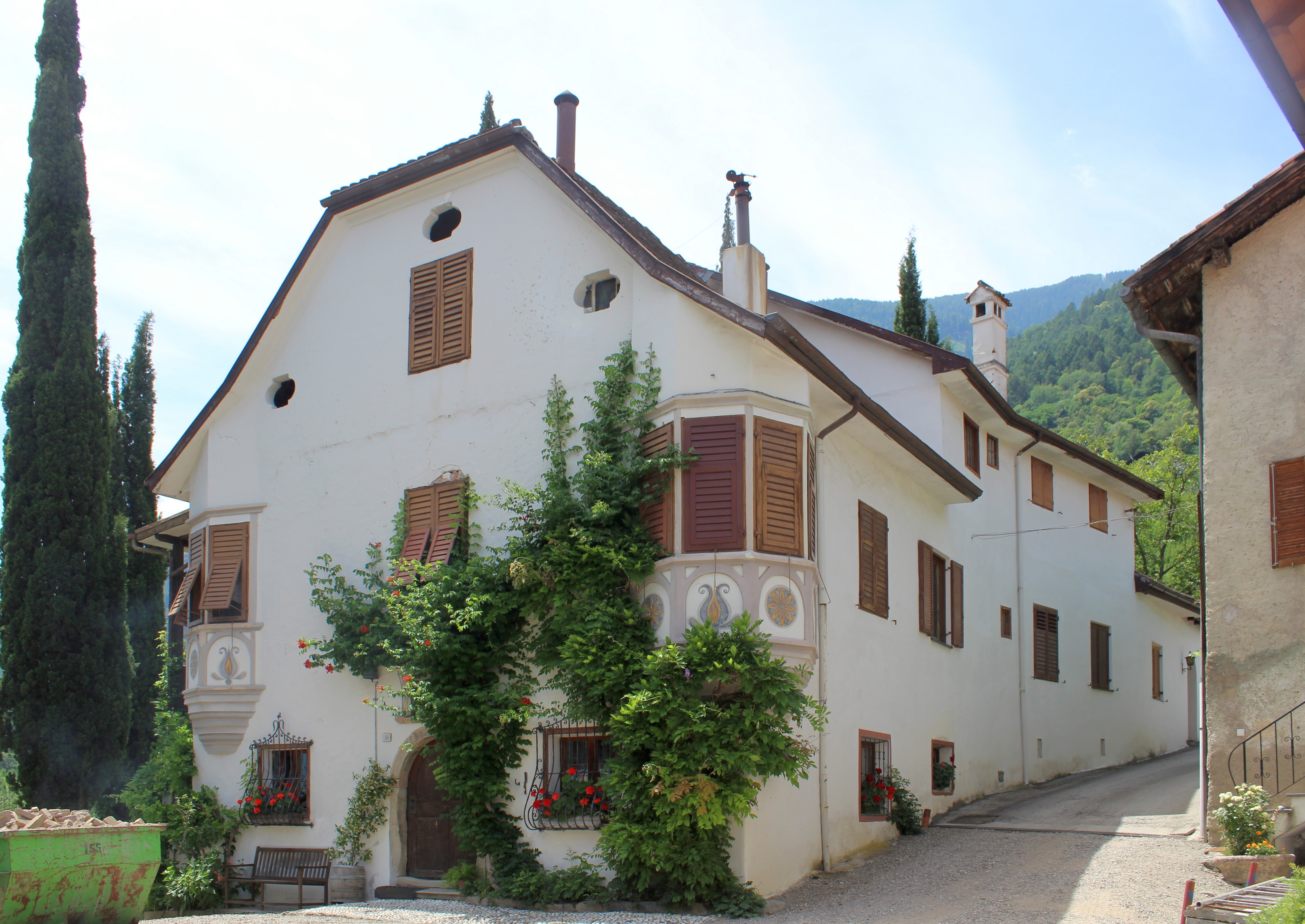
Ansitz Schickenburg

Sattlberger von Schickenburg, auch von Sattlberger zu Schickenburg, war der Name eines briefadeligen Geschlechts aus dem südlichen Tirol.

## Geschichte
Die Familie soll bereits unter Kaiser Ferdinand I. geadelt worden sein. Der Hofpfennigmeister und kaiserliche Rat Christoph Sattelberger und seine Brüder Hans, Sigmund und Wilhelm erhielten am 7. Mai 1587 in Innsbruck eine Wappenbesserung und Rotwachsfreiheit. Christoph Sattelberger zeichnete sich in den Niederlanden im Jülich-Klevischen Erbfolgestreit als gemeiner Soldat aus, wofür den Erbadel erhielt. Hochbetagt zog er sich auf seinen Alterssitz Schickenburg über Marling, ursprünglich ein Bauernhof, der Wein lieferte, zurück. Zu Gunsten Christoph Sattelbergers erhob Kaiser Rudolf II. 1606 den Hof Schickenburg zu einem Edelsitz und befreite ihn von allen Steuern. Martin Sattelberger, Hofkammerrat und Gerichtsherr in Stubai, wurde 1646 mit dem Prädikat von Sattelberger zu Schickenburg immatrikuliert. 1650 erhielt er die Würde eines Pfalzgrafen. Seine Frau war Katharina Sattelberger von und zu Schickenburg, geb. Khienigin, Verwandte des kaiserlichen Hofbauschreiber Hans Khiening. Am 7. Januar 1661 verlieh Erzherzog Ferdinand Karl in Innsbruck Wilhelm und Maximilian Sattelberger das Prädikat Schickenburg und Führung des Namens von Sattelberger zu Schickenburg. Aus Mangel an männlicher Nachkommenschaft fiel der Ansitz Schickenburg in der zweiten Hälfte des 17. Jahrhunderts an die Freiherren von Voglmayr.

## Zitat
„Kaiser Rudolph II. befreite den Hof Schickenburg als Edelsitz für seinen tapferene Diener Christoph Sattelberger, welcher, nachdem er sich als gemeiner Soldat im Kriege ausgezeichnet hat und von ihm den kaiserlichen Erbadel erhalten hat, sich hochbejahrt auf Schickenburg niederließ. Sein Sohn Martin Kammerrath des Erzherzog Sigmund Franz, starb kinderlos. Darauf kam Schickenburg an die Freiherren von Voglmair und von diesen durch Kauf an die Herren von Prugger, die es dann an einen Bauer veräußerten.“

## Persönlichkeiten
- Christoph Sattelberger, Hofpfennigmeister und kaiserlicher Rat
- Johann Anton Sattelberger von Schickenburg, 1650 Domherr zu Brixen[5]
- Martin Sattelberger von Schickenburg, Hofkammerrat und Pfalzgraf